# Faint
Faint is een nummer van de Amerikaanse rockgroep Linkin Park. Het werd in juni 2003 uitgebracht als de tweede single van het tweede studioalbum Meteora.

## Achtergrondinformatie
Het nummer kenmerkt zich door de snelheid en de snaarinstrumenten. Faint ontstond bij gitarist Brad Delson, die de gitaardelen opnam. Na overleg met Mike Shinoda, besloten zij het tempo te verhogen van 70 BPM naar 135 BPM en vonden het veel leuker om de nieuwe snelheid te gebruiken. Het nummer begint aan het einde van Easier to Run, het vorige nummer van Meteora, waar een halve seconde van de snaarintro te horen. De intro herhaalt zich vervolgens met ondersteuning van drums waarna het instrumentale refrein begint met invoeging van de ritmische gitaar, de leadgitaar en de basgitaar. Na vier maten begint het eerste couplet dat bestaat uit snelle rapvocalen van Shinoda. Instrumentaal bestaat het couplet uit de drums en de snaarinstrumenten met om de vier maten twee korte ritmische gitaarspel van een tel. Na twaalf maten begint het refrein met agressieve vocalen van Chester Bennington met achtergrondzang van Shinoda, waarna vervolgens weer een couplet en refrein volgt. Op de brug schreeuwt Bennington dat de persoon naar de ik-persoon moet luisteren. De pre-chorus begint met Benningtons kalme vocalen met de eerste vier regels van het refrein, die steeds schreeuweriger worden uitgevoerd. Het laatste refrein begint en hierna volgt de coda waarin de eerste, de derde, de vijfde en de achtste regel van het refrein worden gezongen.

## Videoclip
De clip is geregisseerd door Mark Romanek. Van het begin tot het laatste refrein ziet men de bandleden het nummer spelen van achteren. De silhouettes van de bandleden zijn door het aparte lichtgebruik te zien. Shinoda rapt de coupletten met een standaard en Bennington zingt de refreinen. Tijdens het derde refrein loopt Chester richting het publiek, hurkt en schreeuwt zijn tekst. Vervolgens is de gehele band van voren te zien met licht dat op hen schijnt. Er bestaat ook een "Director's Cut". Het enige verschil is Shinoda met graffiti op het einde de woorden En Proceso op een muur spuit, wat In Uitvoering betekent.

## Mash-up
In het MTV Ultimate Mash-Ups project, met als uitkomst de mash-up-ep Collision Course uit 2004, werd dit nummer gekoppend aan Jay-Z's Jigga What, wat in Jigga What/Faint resulteerde. Op het internet is er ook een andere mash-up die rond gaat; Faint in combinatie met Britney Spears' Toxic. Dit nummer is eveneens door MTV bedacht en bestond al voor de release van de ep.

## Live-uitvoeringen
Tijdens live-uitvoeringen werd het nummer tot 2007 in de standaardversie gespeeld. De rustige zang op de pre-chorus werden echter door Shinoda gedaan. Vanaf 2007 werd het nummer aan het eind verlengd met een instrumentaal tussenspel en het toevoegen van een gitaarsolo. Hiermee werd het af en toe als laatste nummer van het concert gespeeld.

## Tracklist
De single is uitgebracht in twee edities, "Faint 1" en "Faint 2". Zij verschillen in de kleur van de cover en in tracklist. "Faint 1" is blauw van kleur, en "Faint 2" bruinachtig groen. "Faint 1" is ook uitgebracht in een Canadese versie, maar deze bevat de clip niet.

### Cd-single 1
Alle muziek en teksten zijn geschreven door Linkin Park. 
| Nr. | Titel                                  | Duur  |
| --- | -------------------------------------- | ----- |
| 1.  | Faint                                  | 02:42 |
| 2.  | Lying from You (Live at LPU Tour 2003) | 03:03 |
| 3.  | Somewhere I Belong (Video)             | 03:44 |

### Cd-single 2
| Nr. | Titel                                              | Duur  |
| --- | -------------------------------------------------- | ----- |
| 1.  | Faint                                              | 02:42 |
| 2.  | One Step Closer (Reanimated Live at LPU Tour 2003) | 03:43 |
| 3.  | Faint (Live-video)                                 | 03:30 |

### Street Team Sampler
| Nr. | Titel                                   | Duur  |
| --- | --------------------------------------- | ----- |
| 1.  | Faint                                   | 02:45 |
| 2.  | From the Inside (Live at LPU Tour 2003) | 02:56 |

## Medewerkers

### Linkin Park
- Chester Bennington: Vocalist
- Rob Bourdon: Drummer
- Brad Delson: Leadgitarist
- Joseph Hahn: Scratching, sampling
- Phoenix: Bassist
- Mike Shinoda: Vocalist, ritmisch gitarist
- Linkin Park: Producer

### Overig
- Don Gilmore: Opname, producer
- Andy Wallace: Mixer
- Brian "Big Bass" Gardner: Mastering, bewerker
- John Ewing Jr.: Engineer
- Strijkers
  - Strijkersarrangement: Dave Campbell, Mike Shinoda
  - Cello: Dan Smith, Larry Corbett
  - Altviool: Bob Becker, Evan Wilson
  - Viool: Alyssa Park, Charlie Bisharat, Joel Derouin, Mark Robertson, Michelle Richards, Sara Parkins